# Auslandsösterreicher
Voor de Oostenrijkse term Auslandsösterreicher is er geen duidelijk woord voor in het Nederlands. Letterlijk vertaald zou dit buitenlandse Oostenrijkers heten. Beter vertaald zou zijn Oostenrijkers in de vreemde. In de volksmond wordt er soms ook gesproken over het tiende bundesland (provincie). De tiende provincie van Oostenrijk bestaat dus uit de Oostenrijkers die buiten Oostenrijk wonen.
De term "Auslandsösterreicher" wordt in de Oostenrijkse media en de politiek regelmatig gebruikt. Men wil de contacten met Oostenrijkers die geëmigreerd zijn aanhouden.
Er zijn momenteel 400.000 Oostenrijkers die permanent in het buitenland hun verblijfplaats hebben. Echter telt men bij de "Auslandsösterreicher" ook de 100.000 Oostenrijkers die hun nationaliteit hebben ingeruild voor een andere. Een veel kleinere groep die men hier ook wel onder vindt vallen zijn de Oostenrijkse Joden die als gevolg van het opkomende antisemitisme en het nationaalsocialisme in de twintigste eeuw zowel vrijwillig als gedwongen het land hebben moeten verlaten of de Tweede Wereldoorlog overleeft hebben. Een voorbeeld hiervan is Billy Wilder en de voormalige burgemeester van Jeruzalem, Teddy Kollek.
Voor de "Auslandsösterreicher" bestaat er ook een vereniging, de Auslandsösterreicher-Weltbund. Ieder jaar organiseert deze vereniging een bijeenkomst die ieder jaar in een andere Oostenrijkse provincie plaatsvindt. Ook geeft deze organisatie een tijdschrift uit onder de titel "Rot Weiß Rot" en organiseren zij sinds 1994 de verkiezing Auslandsösterreicher van het jaar. Ook zet men zich in voor vereenvoudiging van het kiesrecht in het buitenland.
Er is een hoog percentage van Oostenrijkers in het buitenland die stemmen. Al enkele keren heeft dit geleid tot verschuiving van een zetel nadat alle stemmen ook uit het buitenland waren geteld.

## Nederland
Volgens de cijfers van het CBS wonen er in Nederland per 2007 15.455 Oostenrijkers in Nederland. 5.561 zijn eerstegeneratieallochtoon en 9.894 zijn tweedegeneratieallochtoon. Een gedeelte van deze groep heeft zich verenigd in een vereniging in Nederland in Verein der Österreicher in den Niederlanden. Deze heeft bijeenkomsten in Den Haag, Rotterdam, Eindhoven en Arnhem. Deze vereniging is aangesloten bij de Auslandsösterreicher Weltbund.
De trend van de afgelopen jaren is dat zich minder Oostenrijkers zich in Nederland vestigen, en ook de groei van tweedegeneratieallochtónen neemt snel af van een groei van 0,8 in 2000 naar 0,1 in 2007.
Bekende Oostenrijkers in Nederland zijn momenteel de voetballers Michael Schimpelsberger en Marko Arnautovic van FC Twente.

## Bekende Oostenrijkers in het buitenland
- Arnold Schwarzenegger (Politicus, sportman, filmacteur)
- Billy Wilder (Regisseur)
- Thomas Muster (Tennis)
- Gerhard Berger (Formule 1)
- Udo Jürgens (Zanger)
- Dr. Ferdinand Piech (directeur Volkswagen)
- Prof.dr. Helmut Thoma (directeur RTL groep Duitsland)
- Wolfgang Mayrhuber (directeur Lufthansa)